# 市島徳治郎

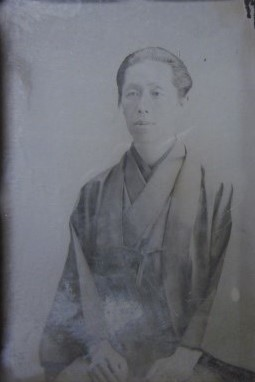
市島徳治郎

8代市島 徳治郎（市島 徳次郎、いちじま/いちしま とくじろう、1847年6月6日（弘化4年4月23日） - 1917年（大正6年）2月26日）は、明治時代の地主、政治家、銀行家。貴族院多額納税者議員。族籍は新潟県平民。幼名は千吉、のち宗輔と称した。第四国立銀行設立者。

## 経歴
越後国蒲原郡天王新田（新潟県北蒲原郡天王新田、天王村、中浦村、福島村、豊浦村、豊浦町を経て現新発田市）出身。1871年（明治4年）以降、新潟県第二十二大区小八区天王新田用掛、同県第二十二大区長、天王村長を歴任する。第四銀行の発起人に名を連ね、1874年（明治7年）初代頭取に就任した。
また、新潟県下第一の大地主であり、1890年（明治23年）には新潟県多額納税者として貴族院議員に互選され、同年9月29日から1897年（明治30年）9月28日まで在任した。その後は新潟銀行や新潟水電などの取締役を務めた。

## 市島家

### 系譜
- 父 - 7代 徳治郎（静月）[1]
- 母 - サト（天保2年4月 - 、小川皆五郎の長女[1]）
  - 弟 - 正忠（文久元年9月 - 、須貝タツノの入夫[1]）
  - 弟 - 佐藤伊左衛門（安政5年5月 - 明治41年10月、貴族院多額納税者議員、息子の妻の父は子爵 本多忠敬 (子爵)[5])
  - 妻 - ジュン（安政元年4月 - 、佐藤伊左衛門の五女[1]）
    - 長男 - 亀三郎（明治6年4月 - [1]）
    - 長女 - チヨ（明治9年11月 - 、衆議院議員 牧口義矩の妻、岳父は衆議院議員牧口義方、義弟は陸軍大将 小磯國昭)
    - 次女 - レイ（明治12年11月 - 、高頭仁兵衛の妻[1]）
    - 三女 - ツマ（明治15年4月 - 、保阪潤治の妻[1]、息子の妻は貴族院多額納税者議員 土田万助 孫 ハル)
    - 次男 - 初之丞（明治26年1月 - [1]、徳治郎死後に家督相続し、徳厚と改名[6]、妻は子爵 松平康春 妹 隆子)
    - 三男 - 亀吉（明治27年7月 - [1]）
    - 四女 - ミネ（明治33年6月 - [1] 、伯爵 伊東巳代治 三男 三郎 妻、三郎の妹は 貴族院多額納税者議員 斎藤安雄の息子 馨之助妻)